# Dziennik Lubelski (1932)
Dziennik Lubelski – pismo codzienne ukazujące się w Lublinie od 1 do 9 czerwca 1932. Ze względu na małe zainteresowanie oraz słabe wyniki ze sprzedaży ukazało się tylko 9 numerów. Redaktorem naczelnym był Józef Czechowicz.